# Universidade do Estado de Minas Gerais
Universidade do Estado de Minas Gerais (UEMG) er et anset universitet i Belo Horizonte, Minas Gerais, Brasilien. Grundlagt i 1989. I dag (2010) har universitetet ca. 23.008 studerende.